# آجي بيرش
آجي بيرش (بالدنماركية: Aage Birch)‏ هو متسابق يخت دنماركي، ولد في 23 سبتمبر 1926 في Søllerød Municipality ‏ في الدنمارك، وتوفي في 13 فبراير 2017.

## وصلات خارجية
- آجي بيرش على موقع الاتحاد الدولي للملاحة الشراعية (موقع جديد) (الإنجليزية)
- آجي بيرش على موقع اللجنة الأولمبية الدولية (الإنجليزية)
- آجي بيرش على موقع أوليمبيديا (الإنجليزية)